# Maschen Rangierbahnhof
Maschen Rangierbahnhof (forkortet AM eller Maschen Rbf) er en rangerbanegård nær den tyske by Maschen i kommunen Seevetal, syd for - og grænsende op til -  Hamborg. Den ligger på jernbanestrækningen Hannover-Hamburg og delstrækningen Buchholz - Allermöhe[kilde mangler] (DB 1280) som fortrinsvist benyttes til godstrafik. Maschen Rangierbahnhof er den største rangerbanegård i Europa og den næststørste på verdensplan[kilde mangler] efter Bailey Yard i delstaten Nebraska, USA.

## Planlægning, bygning og idrifttagelse
Allerede før første Verdenskrig fandtes overvejelser om en ny rangerbanegård nær Hamborg, dog i Meckelfeld nord for Maschen. Disse planer blev aldrig færdiggjort, og anden Verdenskrig forhindrede dem fuldstændigt. Først i de sene 1960'ere blev undersøgelser gennemført som førte til planerne at oprette en ny rangerbanegård i Maschen, da man anså udbygningen af de eksisterene anlæg på området i Hamborg for uøkonomisk.
Bygningen af rangerbanegården i Maschen påbegyndtes i 1970. For at skabe plads til rangerbanegården, måtte den bestående delstrækning Hamburg-Hannover til personbefordring forlægges længere mod øst, og i 1975 blev en ny banegård Maschen til personbefordring taget i brug.
Rangerbanegården Maschen blev gradvist taget i brug fra maj 1977, den officielle indvielse var 7. juli 1977. Grundet problemer i anlægget blev den fulde kapacitet blev først nået i 1980, og rangérbanegården i Harburg overtog i et halvt år opgaven med at oprangere godsiltog.
I 1996 tog man den sydlige del af Hamburger Güterumgehungsbahn i brug, hvilket betyder tilslutning til en selvstændig godsbanestrækning.

## Anlæg og opgaver
Anlægget optager et areal på 280 hektar, den strækker sig over en længde på i alt 7000 meter og en maksimal bredde af 700 meter. Det samlede antal spor andrager 300 km.
Som to-siddet rangérbanegård besidder Maschen to anlæg til at oprangere de samlede tog. For togsæt der ankommer fra nord findes et anlæg på 48 spor, fra syd et med 64 spor.
I Maschen oprangeres togsæt til såvel regional, national samt international trafik. Især betydningsfuld er drejeskivefunktionen for havnene i Hamburg og Bremen (egentligt Bremerhaven) samt trafik til og fra Norden.
Maschen har en kapacitet på 11000 godsvogne om dagen, og allerede i 1970'erne anvendtes den mest moderne teknik. Således blev togenes sammensætning allerede leveret før togenes ankomst, og rangersystemet kunne udregne den mest optimale håndtering til at opdele de ankomne og samle de ny togsæt.
Mellem 1977 og 2007 blev der dannet omtrent 1,18 millioner togsæt med i alt 35,5 millioner vogne. I 1980'erne blev der dagligt dannet 75 tog fra nord og 125 tog fra syd. Den 11. december 1985 blev der dannet tog med i alt 8400 vogne. I begyndelsen af 1990'erne var tallet omtrent 8000 og i 2009 4000 vogne. Målværdien på 11000 blev altså aldrig nået, men siden 1970'erne er længden på den gennemsnitlige godsvogn steget.